# Сати-бек
Сати-бек (1316—1345) — ильхан государства Хулагуидов (1339—1340), под опекой Чобанидов, старшая дочь Олджейтуа, внучка Хулагу.

## Царствование под опекой
Амир Чобан взял в жёны сестру Абу Саида Сати-бек, и вскоре государство было фактически разделено между членами семьи эмира. Сыновья Чобана стали наместниками провинций: Тимурташ (Демир-Таш) — Анатолии (Рума); Махмуд — Грузии; Хасан, после смерти Амира Хусейна в 1322 г., — Хорасана; Талыш, сын Хасана, — Кермана и Фарса. Димишк-ходжа правил в Азербайджане и обоих Ираках, а также осуществлял функции визиря.
В 1338 году Шейх Хасан Кучек присоединился в Арране к вдове своего деда Чобана, княжне Сати-бег, приходившейся родной сестрой последнему законному ильхану Абу Саиду. Кучек провозгласил ильханом саму Сати-бег, устремился с ней на Хасан Бузурга и выгнал его в Казвин, захватив Азербайджан. Бузург двинулся на него из Казвина, но, подступив к Азербайджану, счел за лучшее заключить с Кучаком мир. Воспользовавшись передышкой, Бузург немедленно предложил престол улуса Тогатэмуру, все это время сидевшему у себя, на северо-востоке Ирана. Получив поддержку Бузурга, Тогатэмур вторгся в Ирак Персидский (январь-февраль 1339). Однако Кучак смог организовать против него такую агитацию и так опозорить его перед монголами, что летом 1339 Тогатэмур без боя ушел в Хорасан. Тогда Хасан Бузург возвел в ильханы некоего чингисида Джахантэмура. Не желая противопоставлять мужчине женщину, Кучак в ответ низложил Сати-бег и поставил ильханом некоего Сулаймана (потомка Хулагу через Йошимута), которого и заставил жениться на Сати-бег.
Сати-бек из рода монгольских ханов. От времени её правления остались монеты с отчеканенной надписью: «ас- Султана ал-адиля Сати-бек-хан Халада Аллаху мулкуха» («Справедливая султан Сати-бек-хан, да увековечит Аллах её владычество»).